# Opuntia santarita
Opuntia santarita là một loài thực vật có hoa trong họ Cactaceae. Loài này được (Griffiths & Hare) Rose mô tả khoa học đầu tiên năm 1908.